# Kabbani
Kabbani (o Kapini o Kapila) és un riu de l'Índia, afluent del Cauvery o Kaveri. Neix als Ghats Occidentals. Rep el Nugu i el Gundal, i s'uneix al Cauvery a Tirumakudal Narsipur. Aquesta confluència és considerada un lloc sagrat. Porta aigua tot l'any i té un curs de 241 km. Del riu surt el canal de Rampur, de 52 km.